# Gran Premio motociclistico dell'Ulster 1969
Il Gran Premio motociclistico dell'Ulster fu il decimo appuntamento del motomondiale 1969.
Si svolse sabato 16 agosto 1969 a Dundrod, e corsero tutte le classi meno la 125. La gara fu a un passo dall'essere annullata per motivi di ordine pubblico.
La gara della 50 visse della lotta tra Ángel Nieto e Paul Lodewijkx, finché i due piloti non caddero: l'olandese non riuscì a ripartire, mentre lo spagnolo si avviò verso la vittoria.
In 250 Kel Carruthers ebbe ragione di Kent Andersson. Ritirato il leader della classifica iridata Santiago Herrero.
350 e 500 videro l'usuale doppietta di Giacomo Agostini.
Vittoria anche per Klaus Enders nei sidecar: il tedesco si aggiudicò anche il titolo di Campione del Mondo della categoria.

## Classe 500

### Arrivati al traguardo
| Pos. | Pilota              | Moto              | Tempo        | Punti |
| ---- | ------------------- | ----------------- | ------------ | ----- |
| 1    | Giacomo Agostini    | MV Agusta         | 1h 04' 11" 2 | 15    |
| 2    | Brian Steenson      | Seeley            | +3' 21" 1    | 12    |
| 3    | Malcolm Uphill      | Norton            | +1 giro      | 10    |
| 4    | Robin Fitton        | Norton            | +1 giro      | 8     |
| 5    | Barry Scully        | Norton            | +1 giro      | 6     |
| 6    | Ron Chandler        | Seeley            | +1 giro      | 5     |
| 7    | John Trevor Findlay | Norton            | +1 giro      | 4     |
| 8    | John Williams       | Metisse-Matchless | +1 giro      | 3     |
| 9    | Bohumil Staša       | ČZ                | +1 giro      | 2     |
| 10   | Alan Lawton         | Norton            | +1 giro      | 1     |
| 11   | Steve Jolly         | Seeley            |              |       |
| 12   | Jimmy Johnston      | Seeley            |              |       |
| 13   | Charlie Dobson      | Matchless         |              |       |
| 14   | Campbell Gorman     | Matchless         |              |       |
| 15   | Ken Kay             | Aermacchi         |              |       |
| 16   | Chris Neve          | Matchless         |              |       |
| 17   | Harry Turner        | Norton            |              |       |

### Ritirati
| Pilota         | Moto              | Motivo ritiro |
| -------------- | ----------------- | ------------- |
| Tommy Robb     | Norton            |               |
| John Blanchard | Seeley            |               |
| Percy Tait     | Triumph           |               |
| Alan Barnett   | Metisse-Matchless |               |

## Classe 350
40 piloti alla partenza.

### Arrivati al traguardo
| Pos. | Pilota            | Moto      | Tempo        | Punti |
| ---- | ----------------- | --------- | ------------ | ----- |
| 1    | Giacomo Agostini  | MV Agusta | 1h 07' 15" 4 | 15    |
| 2    | Heinz Rosner      | MZ        | +2' 21" 8    | 12    |
| 3    | Cecil Crawford    | Aermacchi | +2' 50"      | 10    |
| 4    | Tony Rutter       | Yamaha    |              | 8     |
| 5    | František Šťastný | Jawa      |              | 6     |
| 6    | Tommy Robb        | Aermacchi |              | 5     |
| 7    | Billie McCosh     | Aermacchi |              | 4     |
| 8    | Bill Smith        | Honda     |              | 3     |
| 9    | Robin Fitton      | Norton    | +1 giro      | 2     |
| 10   | Dave Degens       | Aermacchi |              | 1     |

## Classe 250

### Arrivati al traguardo
| Pos | Pilota            | Moto    | Tempo        | Punti |
| --- | ----------------- | ------- | ------------ | ----- |
| 1   | Kel Carruthers    | Benelli | 1h 11' 08" 2 | 15    |
| 2   | Kent Andersson    | Yamaha  | +2' 04" 2    | 12    |
| 3   | Ray McCullogh     | Yamaha  | +2' 11" 6    | 10    |
| 4   | Billie Guthrie    | Yamaha  |              | 8     |
| 5   | Chas Mortimer     | Yamaha  |              | 6     |
| 6   | Ian Richards      | Yamaha  |              | 5     |
| 7   | Mick Chatterton   | Yamaha  | +1 giro      | 4     |
| 8   | Dick Pipes        | Yamaha  |              | 3     |
| 9   | Tony Rutter       | Yamaha  |              | 2     |
| 10  | František Šťastný | Jawa    |              | 1     |

## Classe 50

### Arrivati al traguardo
| Pos | Pilota           | Moto          | Tempo     | Punti |
| --- | ---------------- | ------------- | --------- | ----- |
| 1   | Ángel Nieto      | Derbi         | 33' 12" 8 | 15    |
| 2   | Jan de Vries     | Kreidler      | +1' 02" 6 | 12    |
| 3   | Frank Whiteway   | Crooks-Suzuki | +5' 04"   | 10    |
| 4   | Stuart Aspin     | Meurs-Garelli | +5' 10" 2 | 8     |
| 5   | Luke Lawlor      | Derbi         | +1 giro   | 6     |
| 6   | Fran Redfern     | Honda         |           | 5     |
| 7   | Arthur Lawn      | Honda         |           | 4     |
| 8   | Chris Walpole    | Garelli       |           | 3     |
| 9   | John Lawley      | Honda         |           | 2     |
| 10  | Barrie Dickinson | Garelli       |           | 1     |

## Classe sidecar

### Arrivati al traguardo
| Pos | Pilota                | Passeggero       | Moto    | Tempo Distacco | Punti |
| --- | --------------------- | ---------------- | ------- | -------------- | ----- |
| 1   | Klaus Enders          | Ralf Engelhardt  | BMW     | 49' 54" 8      | 15    |
| 2   | Siegfried Schauzu     | Horst Schneider  | BMW     | +54" 8         | 12    |
| 3   | Franz Linnarz         | Rudolf Kühnemund | BMW     | +1' 13" 8      | 10    |
| 4   | Heinz Luthringshauser | Peter Rutterford | BMW     |                | 8     |
| 5   | Bill Copson           | Lawrence Fisher  | BMW     |                | 6     |
| 6   | Jack Philpott         | Bill Turrington  | Norton  | +1 giro        | 5     |
| 7   | Dick Hawes            | John Mann        | Seeley  |                | 4     |
| 8   | Mick Potter           | Geoff Hughes     | Triumph |                | 3     |
| 9   | Jeff Gawley           | Frank Knights    | BSA     |                | 2     |
| 10  | Peter Kielty          | V. Sherriffs     | Triumph |                | 1     |

## Fonti e bibliografia
- "Motor" n° 35 del 20 agosto 1969, pag. 1188 e segg., su motorracehistorie.nl. URL consultato il 29 luglio 2011 (archiviato dall'url originale il 12 febbraio 2015).
- Risultati della 500 su autosport.com, su autosport.com.
- (EN) Resoconto e risultati su irishroadracing.co.uk [collegamento interrotto], su irishroadracing.co.uk.